# Viksbergs gård

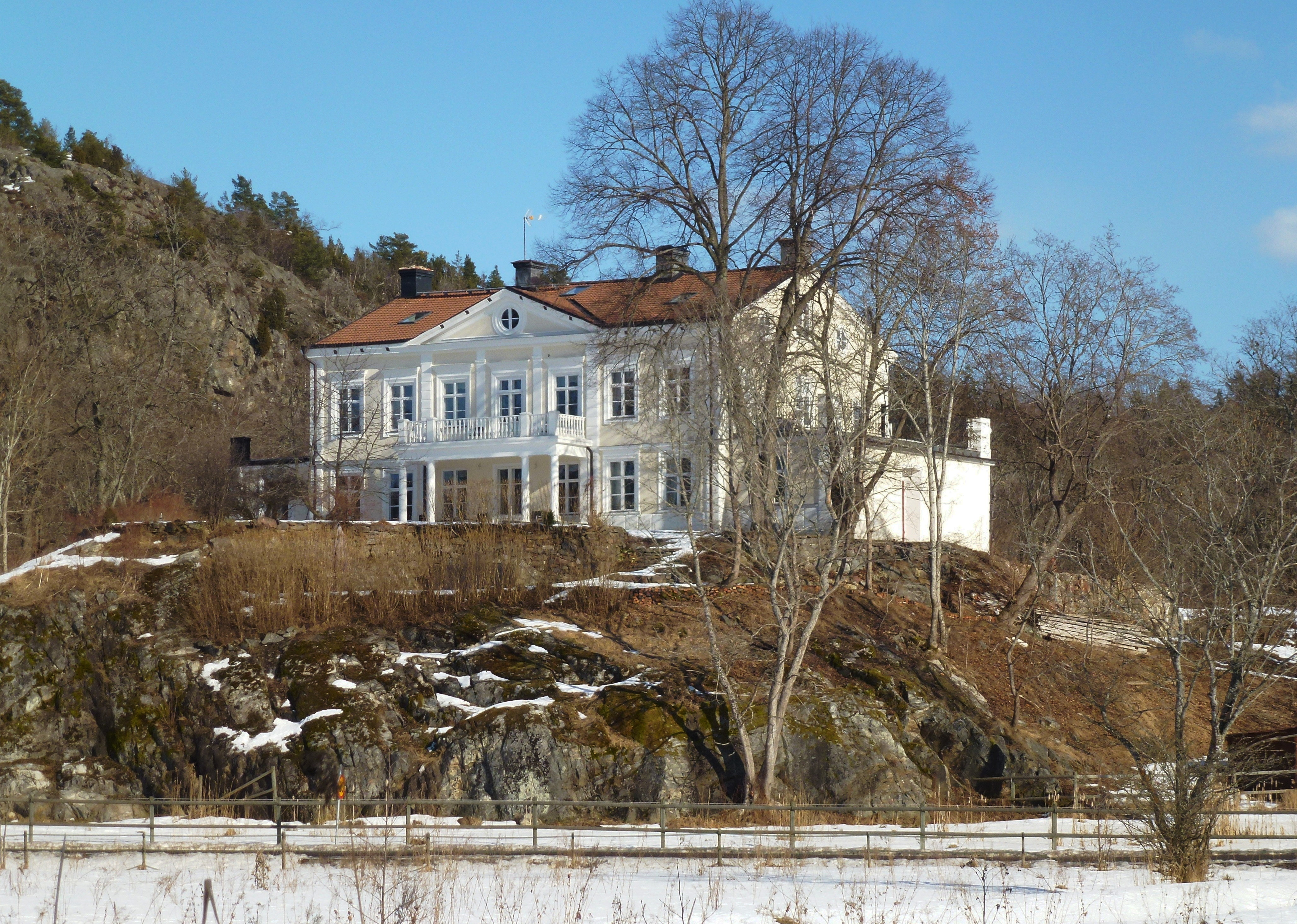
Viksbergs gård i mars 2013.

Viksbergs gård (äldre stavning Wiksberg) är ett tidigare säteri beläget i nuvarande tätorten Viksäter strax norr om Södertälje i Östertälje socken i Södertälje kommun. Området tillhörde fram till 1974 till Salems socken och Salems landskommun. Vid gården ligger Viksbergs kapell, uppfört 1901, och Viksbergs golfklubb, som bildades 1990. Söder om säteriet fanns fram till 1917 även ett tegelbruk. På Salemsidan ligger de stora gårdarna Högantorp och Ladvik, som tillsammans med Viksberg dominerat ägandet i området.

## Historik
Gården fick sina säterirättigheter 1681, men egendomen är äldre än så. Det omtalas att Drottning Kristina ofta övernattade i huvudbyggnaden och ett rum kallas fortfarande Drottning Kristinas rum. En liten väg strax intill säteriet heter Drottning Kristinas väg. Under slutet av 1600-talet och under 1700-talet fanns här en hälsobrunn som på 1680-talet upptäcktes av vetenskapsmannen och Karl XIs livmedikus, Urban Hjärne. Till verksamheten knöts bland andra kurläkaren Samuel Skragge, som författade en skrift om surbrunnarna och genom den blev Viksberg en populär kurort dit man kunde komma för att dricka brunn och bada i en av källorna. Brunnsvattnet tappades även på butelj och såldes.
Viksbergs surbrunn påträffas i början av 1700-talet i ett par botaniska arbeten. 1707 nämnde Olof Rudbeck den yngre i avhandlingen Exercitium Arademicum de Hedera att murgröna växte vid surbrunnen, "på det vackra berg, som av brunnsdrickarne benämndes Parnassen". Det berg som avsågs är Korpberget strax norr om gården, där murgrönan än idag har en av de nordligaste växtplatserna i landet. Mer omfattande när det gäller Viksberg är Johan Linders Flora Wiksbergensis, Eller Ett Register uppå the Träd, Buskar, Örter och Gräs som innom en fierdings wäg kring Suurbrunnen Wiksberg, antingen på Åkrar sås eller Wildt wexa, med theres brukeligaste namn på Latin och på Swensko (1716; en andra, oförändrad upplaga 1728). Verket är den fjärde äldsta lokalfloran i Sverige. Linder, senare adlad Lindestolpe, var under sex somrar brunnsläkare vid Viksberg, och hans flora nämner omkring 500 kärlväxter och 60 kryptogamer, däribland bergek och hässleklocka, som fortfarande kan påträffas i området. En kommenterad bearbetning av Flora Wiksbergensis utgavs 1972 av Carl-Johan Clemedson. Sommaren 1731 besökte en ung Carl von Linné Viksberg, lockad av Linders beskrivning av dess natur.

## Historiska kartor
| Vänster: översiktskarta från 1869 visande gårdarna Wiksberg, Högantorp och Ladvik. Höger: Karta över Viksberg från 1883. |  | Vänster: översiktskarta från 1869 visande gårdarna Wiksberg, Högantorp och Ladvik. Höger: Karta över Viksberg från 1883. |
| Vänster: översiktskarta från 1869 visande gårdarna Wiksberg, Högantorp och Ladvik. Höger: Karta över Viksberg från 1883. |  | |

## Byggnader
Huvudbyggnaden ligger på en hög klippa med vid utsikt över Södra Björkfjärden. Mangårdsbyggnaden är uppförd  i två våningar med sju fönsteraxlars längd, bottenvåningen har senare förlängts genom två korta flyglar. Exteriören är klassicistiskt inspirerad och härrör troligen från 1800-talets början. Fasaderna är putsade och avfärgade i ljusgul kulör med pilaster och fönsteromfattningar i vit kulör. Över entrén finns en liten altan som bärs upp av två kolonner. På fasaden mot väst finns en större altan med fyra kolonner. Taket är ett sadeltak täckt med taktegel. Huvudbyggnaden flankerades ursprungligen av två fristående flygelbyggnader, varav den norra är kvar. Den södra brann ner i slutet på 1970-talet. Vid gårdsinfartens norra sida är även en äldre magasinsbyggnad bevarad. Idag är säteriet privatbostad med lokaler för kurs- och konferensverksamhet. 

### Bilder, gården

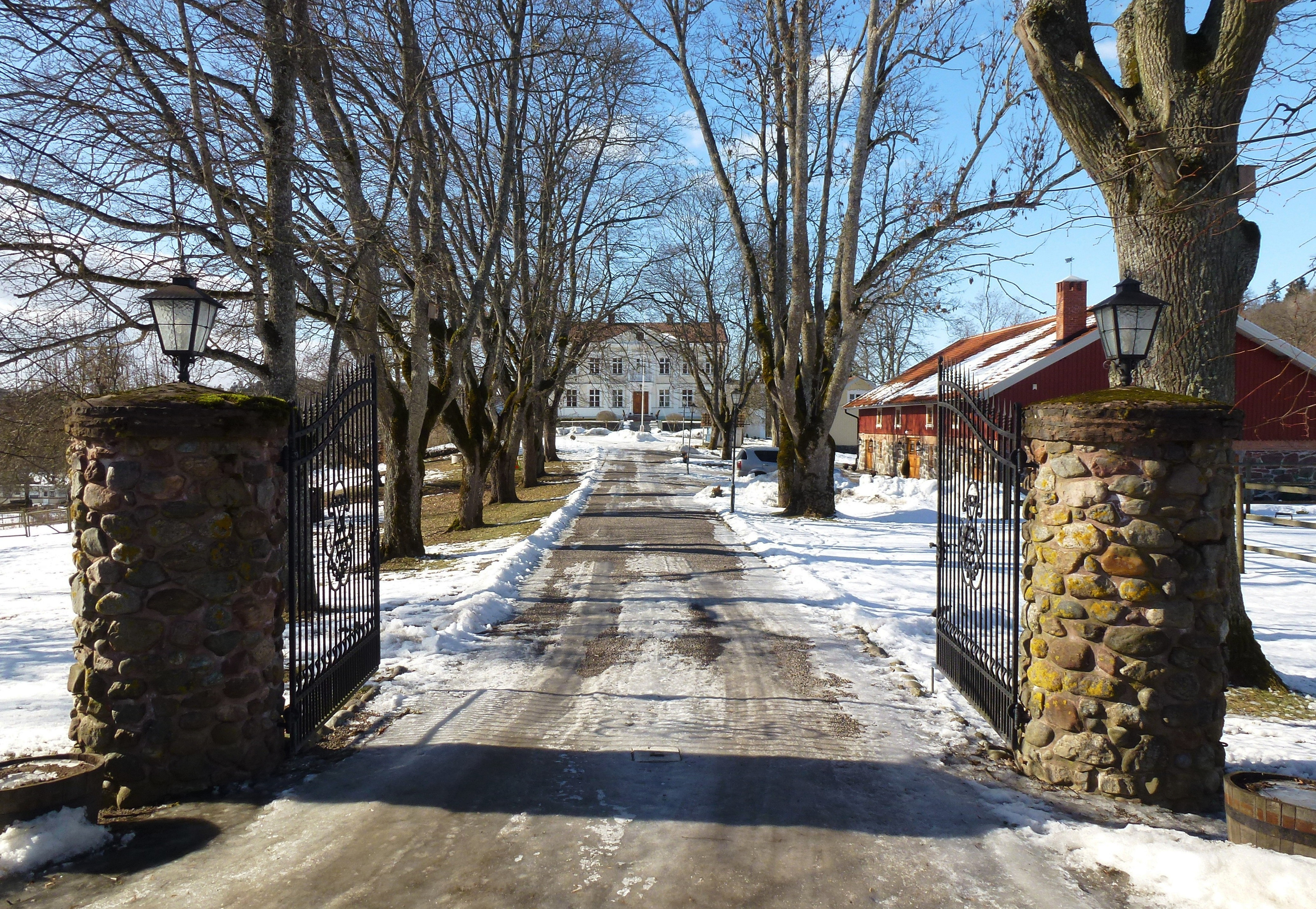
Gårdens infart
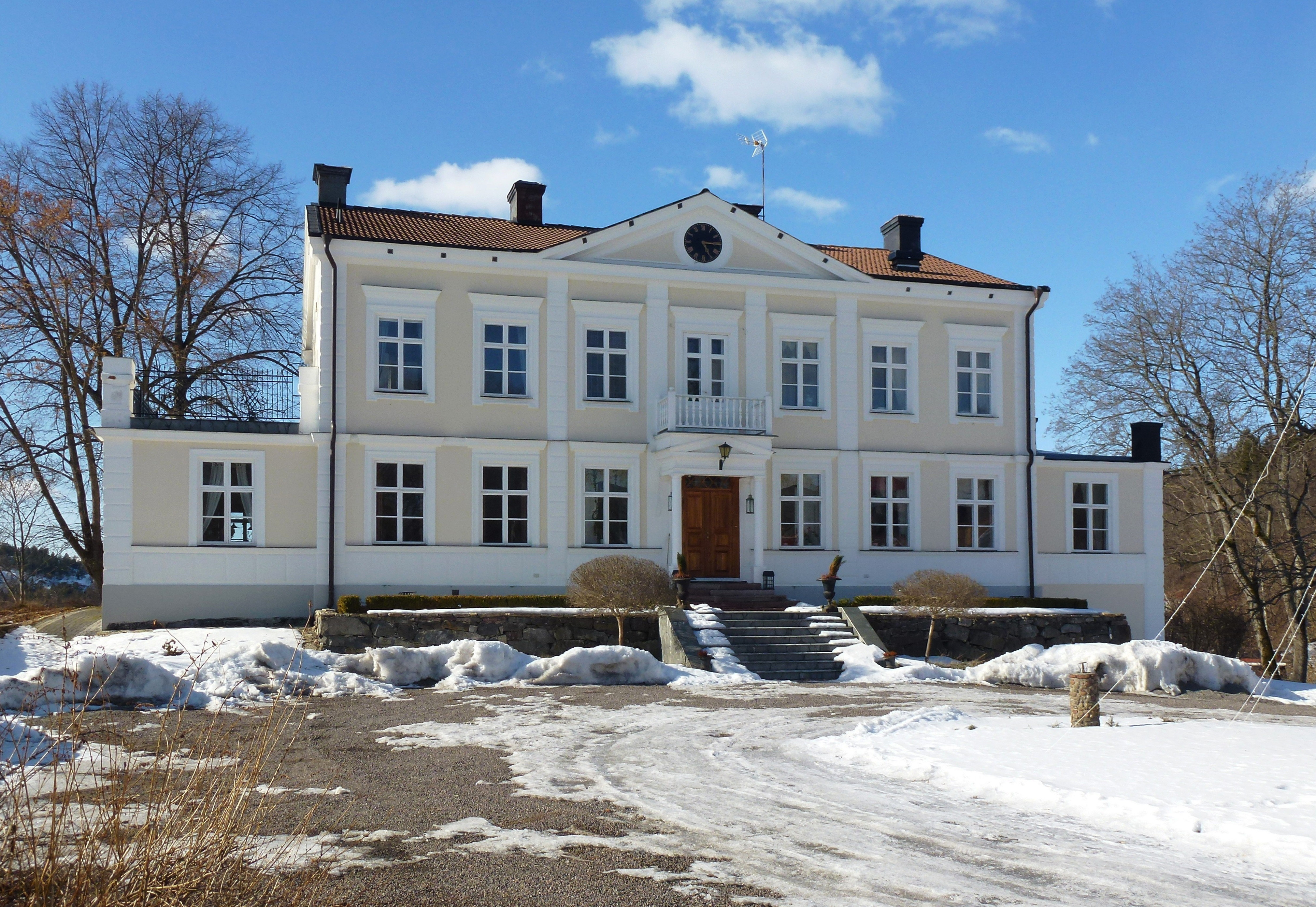
Huvudbyggnad
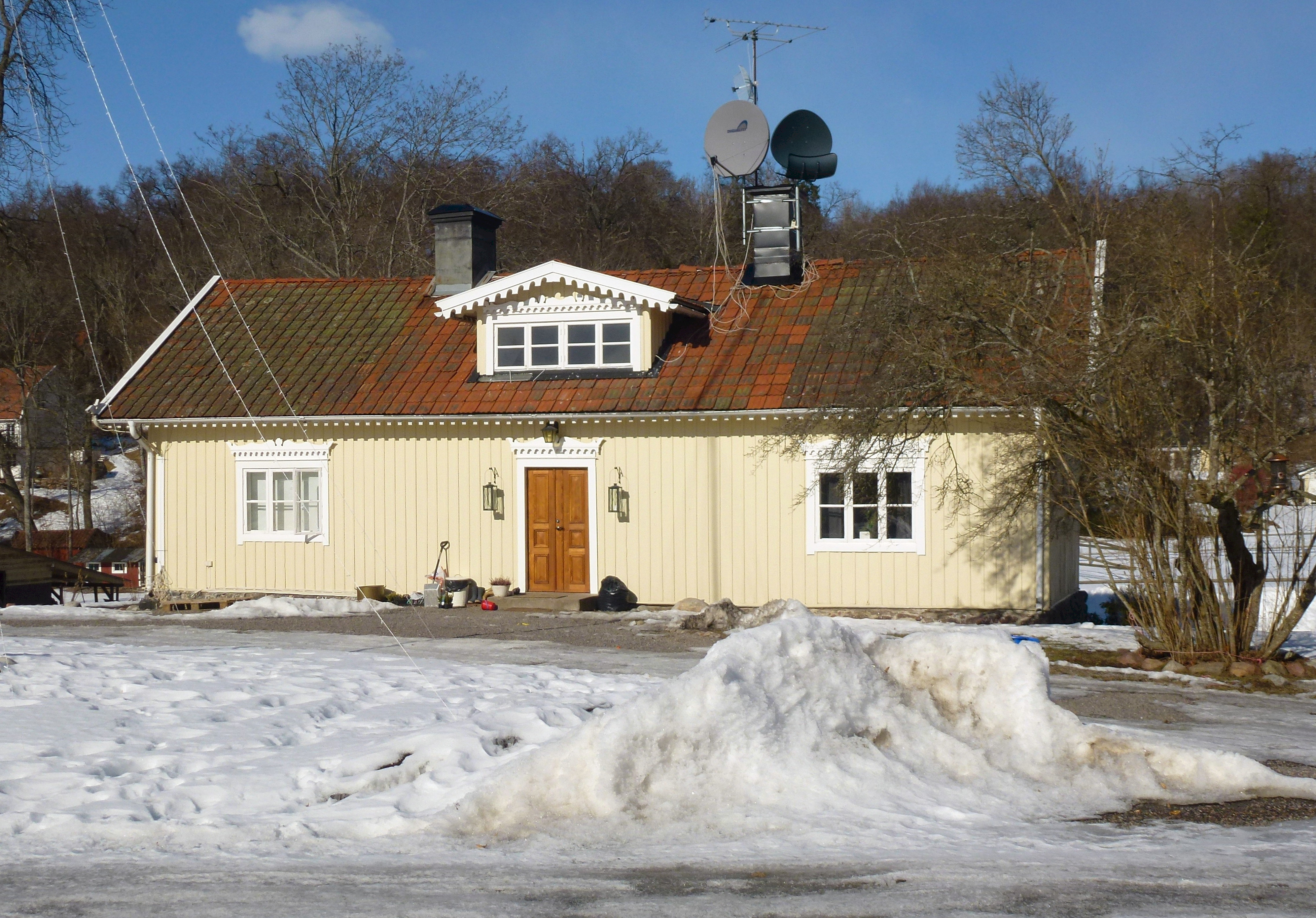
Norra flygeln
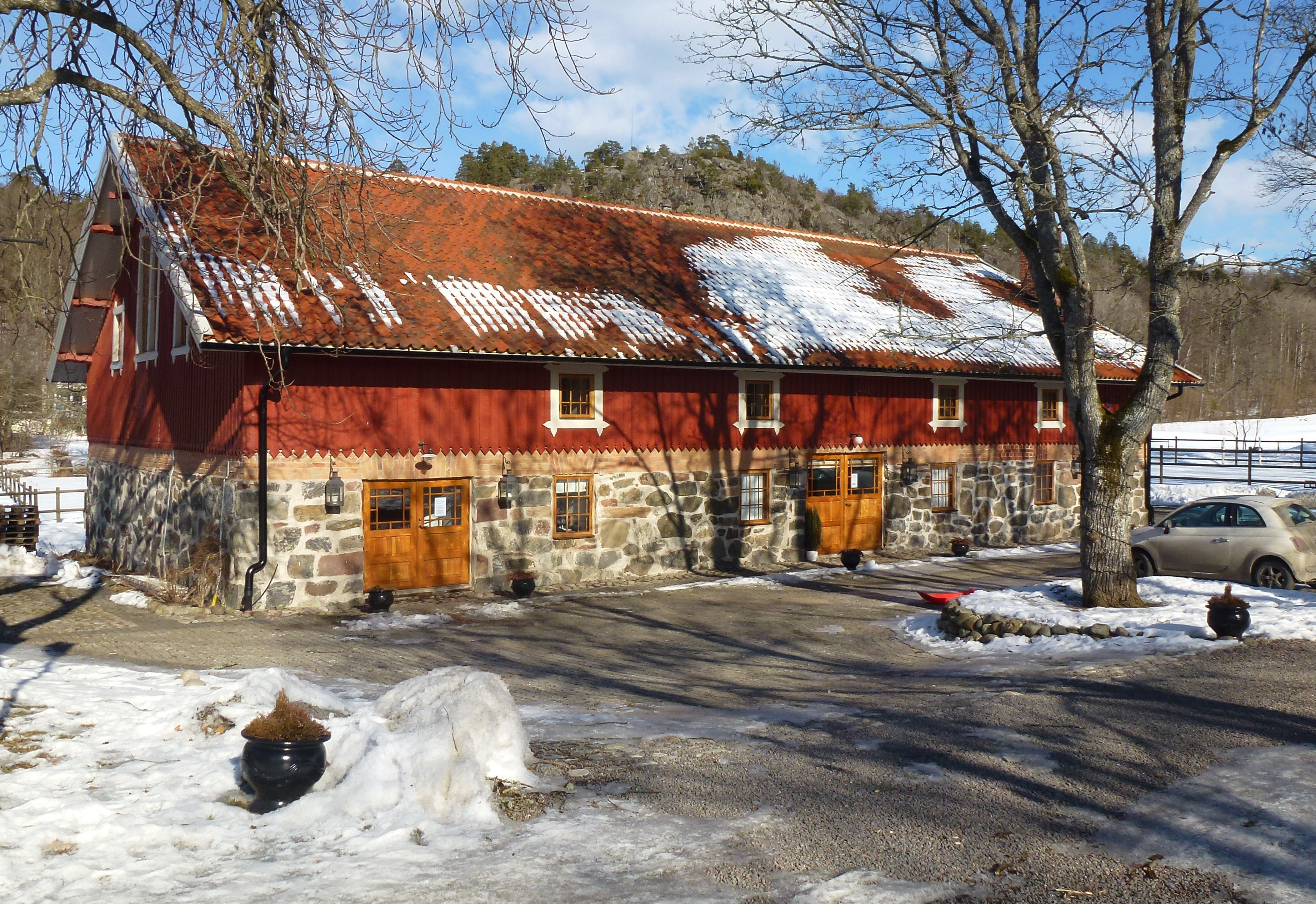
Magasinsbyggnad

## Nyare renoveringar
Under senare år har samtliga byggnader genomgått en varsam men omfattande renovering såväl utvändigt som invändigt.  Ombyggnaden belönades i juni 2011 av Södertälje kommun och Södertälje Byggmästareförening med utmärkelsen ”Årets ombyggnad 2010”.  Med motivering:
| ” | Allt hantverk, från omslipning av de breda golvtiljorna till tapetsering och målning av väggarna, liksom bevarade dörrar och fönster har utförts med utomordentlig omsorg och kvalitet. I det som idag är matrum finns en originalmålning på väggen som man har lyckats restaurera. Drottning Kristina, som lär ha bott i huvudbyggnaden, skulle ha känt igen sig i det mesta om hon hade besökt Viksbergs Säteri idag, förutom när det gäller de moderna badrummen och nya köket. Att vårda och tillvarata flera hundra år gamla anor i samband med modern konferensverksamhet kräver en modig investering och stor hantverksskicklighet. | „ |

## Tegelbruket och Viksbergs kapell
Viksbergs har också haft tillverkning av murtegel och andra tegelprodukter. Viksbergs tegelbruk finns belagt i räkenskaper från 1765. Tegelbruket tillhörde de medelstora i fråga om tegelproduktionen. Brukets torklador och brännugnar låg i en dalgång strax söder om säterigården. Det var en gynnsam plats eftersom lertäkten fanns enbart en meter under marken. Produkterna gick huvudsakligen till Stockholm och fraktades dit på pråmar. År 1917 anmälde företaget konkurs. Verksamheten fortsatte dock under en ny ägare. I början av 1940-talet förstördes stora delar av tegelbruket i en brand och lades därefter ned. Av tegelbruksverksamhetens byggnader finns tegelmästarbostaden samt statarbyggnaderna kvar. Tegelmästarbostaden är uppförd i brukets eget tegel.
För tegelbrukets arbetare och andra kringboende lät dåvarande ägaren brukspatron Andersson 1901 uppföra Viksbergs kapell på en lite kulle (Kapellbacken) strax öster om säteribyggnaden. Kapellet överläts senare till Södertälje missionsförsamling som än idag äger och använder kapellet.

### Bilder, tegelbruket och kapellet

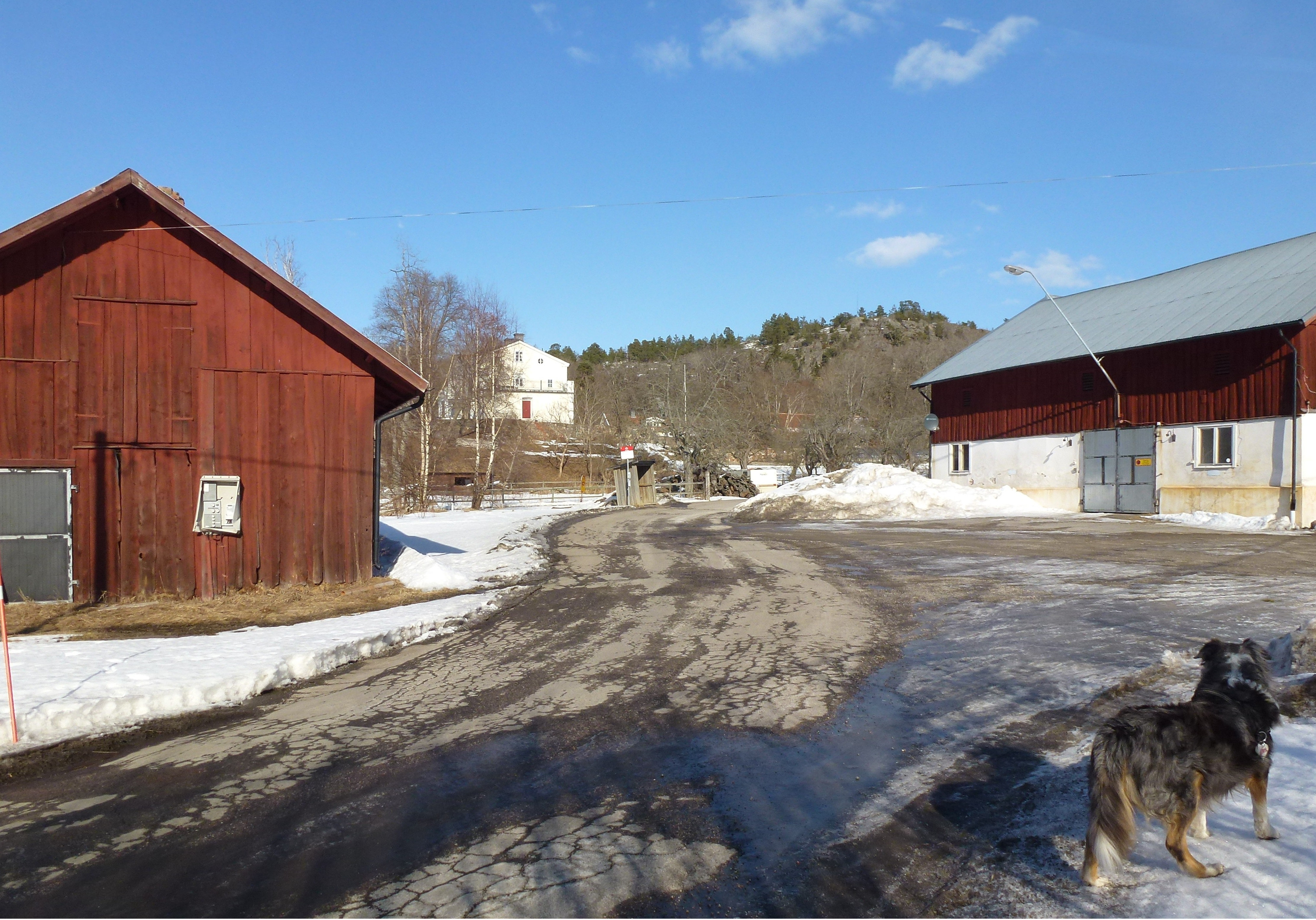
Bruksgatan
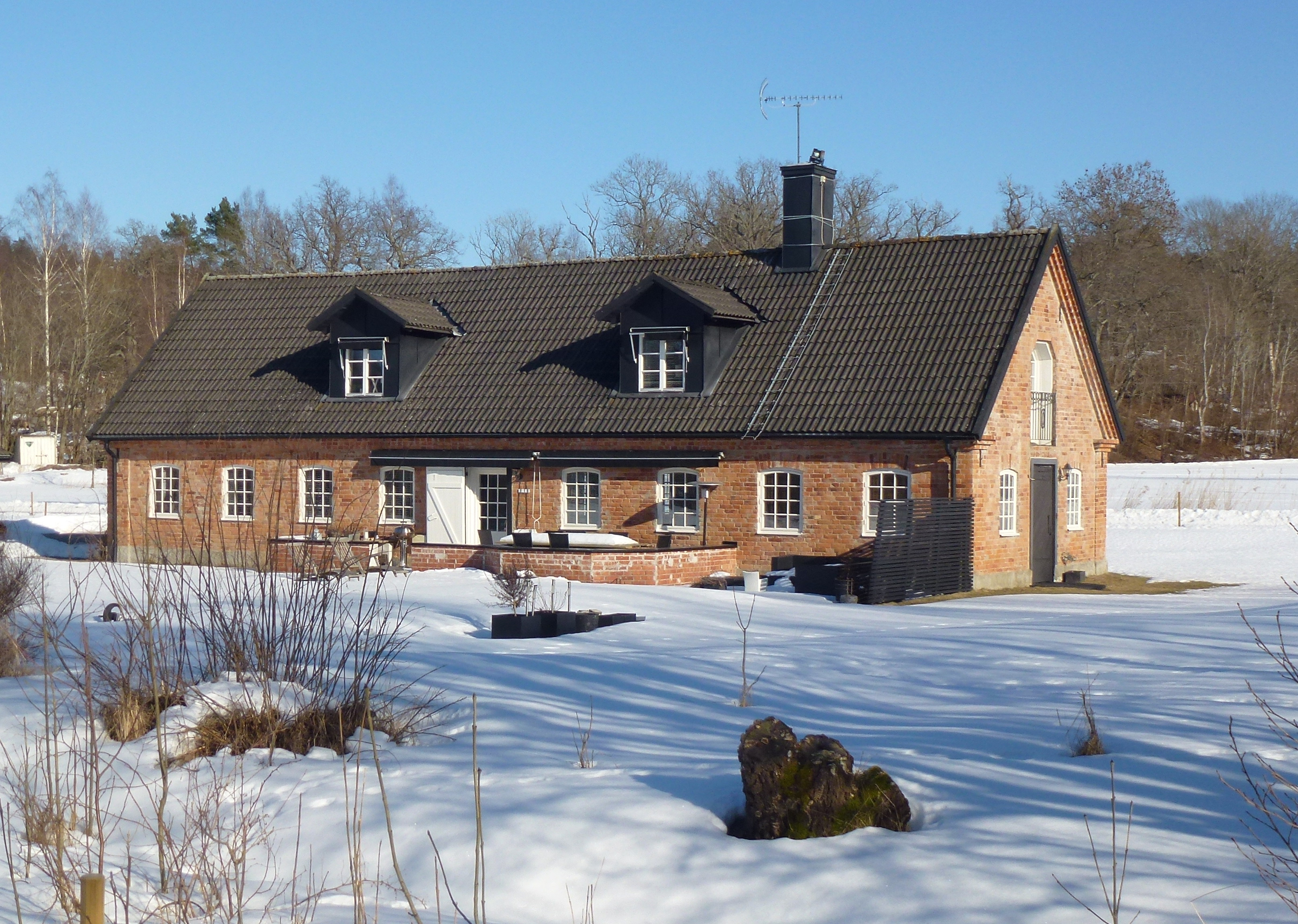
Tegelmästarbostaden
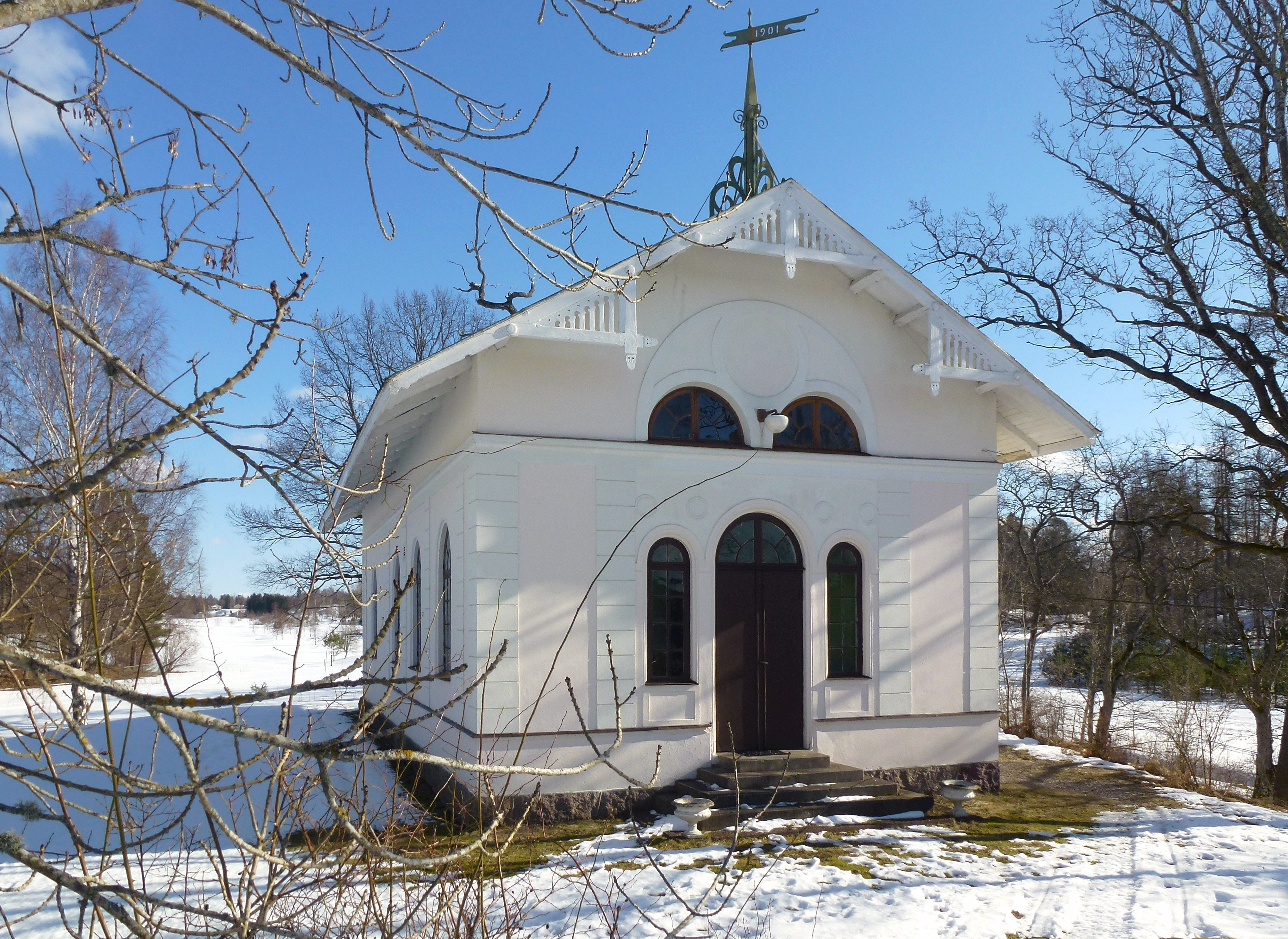
Viksbergs kapell
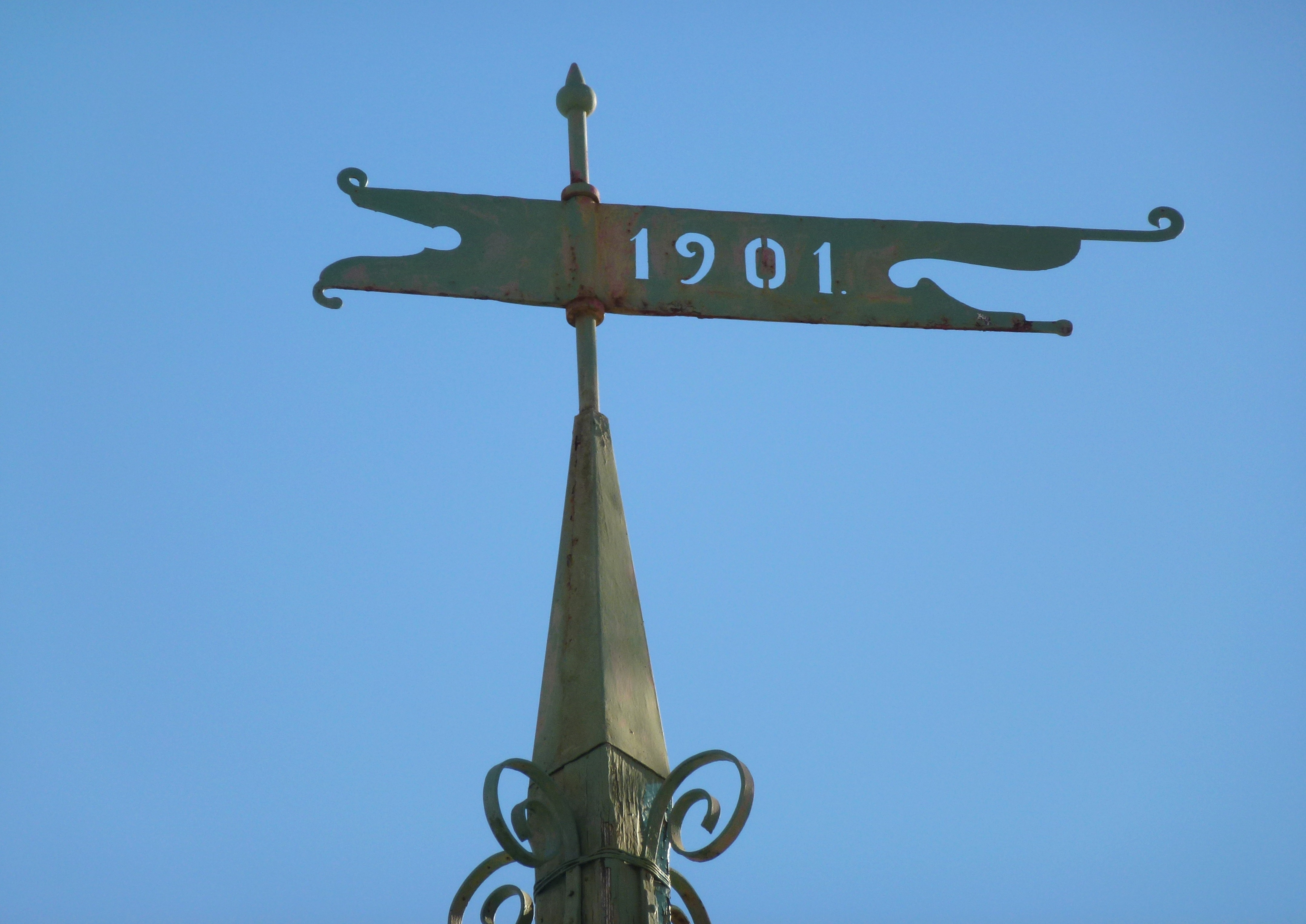
Kapellets vindflöjel